# Narciarstwo alpejskie na Zimowym Olimpijskim Festiwalu Młodzieży Europy 2015
Narciarstwo alpejskie na Zimowym Olimpijskim Festiwalu Młodzieży Europy – zawody, które zostały rozegrane w ramach Zimowego Olimpijskiego Festiwalu Młodzieży Europy 2015 w narciarstwie alpejskim. Odbyły się w dniach 26–30 stycznia 2015 roku w Liechtensteinskim ośrodku narciarskim Malbun, oraz w leżącym nieopodal Austriackim St. Gallenkirch. Rozegranych zostało po dwie konkurencje dla kobiet i mężczyzn, a także zawody drużynowe. 

## Wyniki
| Pozycja | Zawodnik        | Czas    | Strata |
| ------- | --------------- | ------- | ------ |
|         | Pascal Fritz    | 1:42,79 | -      |
|         | Albert Popow    | 1:43,07 | +0,28  |
|         | Armand Marchant | 1:43,21 | +0,42  |
| 4.      | Marco Odermatt  | 1:43,26 | +0,47  |
| 5.      | Joel Oehrli     | 1:43,84 | +1,05  |
| 6.      | Sam Alphand     | 1:43,89 | +1,10  |

| Pozycja | Zawodniczka           | Czas    | Strata |
| ------- | --------------------- | ------- | ------ |
|         | Romane Geraci         | 1:49,20 | -      |
|         | Laura Pirovano        | 1:49,53 | +0,33  |
|         | Katharina Liensberger | 1:49,98 | +0,78  |
|         | Mélanie Meillard      | 1:49,98 | +0,78  |
| 5.      | Kajsa Vickhoff Lie    | 1:50,63 | +1,43  |
| 6.      | Aline Danioth         | 1:50,65 | +1,45  |

| Pozycja | Zawodnik               | Czas    | Strata |
| ------- | ---------------------- | ------- | ------ |
|         | Raphael Haaser         | 1:28,05 | -      |
|         | Albert Popow           | 1:29,51 | +1,46  |
|         | Adrian Meisen          | 1:29,75 | +1,70  |
| 4.      | Joachim Jagge Lindstøl | 1:30,17 | +2,12  |
| 5.      | Clément Noël           | 1:30,20 | +2,15  |
| 6.      | Joan Todorow           | 1:30,30 | +2,25  |

| Pozycja | Zawodniczka         | Czas    | Strata |
| ------- | ------------------- | ------- | ------ |
|         | Leona Popović       | 1:33,67 | -      |
|         | Katharina Gallhuber | 1:34,20 | +0,53  |
|         | Aline Danioth       | 1:34,45 | +0,78  |
| 4.      | Kajsa Vickhoff Lie  | 1:34,82 | +1,15  |
| 5.      | Mélanie Meillard    | 1:34,98 | +1,31  |
| 6.      | Léa Chapuis         | 1:35,15 | +1,77  |

## Drużynowo
| Konkurencja           | Data        | Złoto | Srebro | Brąz |
| Rywalizacja drużynowa | 30 stycznia | Austria · Franziska Gritsch · Katharina Liensberger · Julia Scheib · Pascal Fritz · Fabio Gstrein · Raphael Haaser | Norwegia · Marte Edseth Berg · Vilde Brakestad · Kajsa Vickhoff Lie · Odin Vassbotn Breivik · Joachim Jagge Lindstøl · Olav Engelhardt Sanderberg | Niemcy · Martina Ostler · Julia Pronnet · Lucia Rispler · Ferdinand Dorsch · Joel Kohler · Adrian Meisen |

## Klasyfikacja medalowa
| Miejsce | Państwo    |   |   |   | złoto · srebro · brąz |
| ------- | ---------- | - | - | - | --------------------- |
| 1.      | Austria    | 3 | 1 | 1 | 5                     |
| 2.      | Francja    | 1 | 0 | 0 | 1                     |
| 2.      | Chorwacja  | 1 | 0 | 0 | 1                     |
| 4.      | Bułgaria   | 0 | 2 | 0 | 2                     |
| 5.      | Niemcy     | 0 | 1 | 1 | 2                     |
| 6.      | Norwegia   | 0 | 1 | 0 | 1                     |
| 6.      | Włochy     | 0 | 1 | 0 | 1                     |
| 8.      | Belgia     | 0 | 0 | 1 | 1                     |
| 8.      | Szwajcaria | 0 | 0 | 1 | 1                     |